# بي إل. روبرتسون
بي إل. روبرتسون هو مهندس كندي، ولد في 1879، وتوفي في 1951.